# Кино, Жанна-Франсуаза
Жанна-Франсуаза Кино, также Кино-Дюфрен, известная как Кино-младшая (фр. Jeanne-Françoise Quinault; 13 октября 1699, Страсбург — 18 января 1783, Париж) — французская театральная актриса и хозяйка литературного салона.

## Биография
Жанна-Франсуаза Кино родилась в 1699 году в Страсбурге. Её отец, Жан Кино, был актёром. К той же профессии принадлежали двое её братьев и старшая сестра, Мари-Анн Кино, поэтому Жанна-Франсуаза получила прозвание Мадемуазель Кино Младшая (Mademoiselle Quinault cadette).
В 1718 году актриса дебютировала на сцене «Комеди Франсез» в роли Федры. Однако трагедийные роли, с которых она начала свою карьеру, мало подходили её темпераменту. Настоящего успеха она достигла в амплуа субретки. Жанна-Франсуаза Кино играла в комедиях А. Пирона, Ж. Ф. Реньяра, Ф. Детуша, П. Мариво, Л. Буасси, Вольтера и других авторов. Её игру отличали живость, остроумие и своеобразие, благодаря чему она долго пользовалась популярностью.
Кино известна также как основательница одного из самых блестящих литературных салонов Парижа XVIII века, известного как «Общество края скамьи» (Société du bout du banc). У неё бывали Вольтер, Детуш, Мариво, Пон-де-Вейль, Келюс, Дидро, д’Аламбер, Дюкло, Монкриф, Фаган, Кребийон, Вуазенон, представители придворной знати. Общество собиралось дважды в неделю либо у самой Кино, либо у графа Келюса. За обеды было принято «расплачиваться» литературными произведениями: стихами, сказками, эпиграммами и т. д.. В конце года они собирались и издавались отдельной книгой.
Жанна-Франсуаза Кино нередко давала советы собиравшимся у неё литераторам. Считается, что именно она подсказала Лашоссе сюжет его комедии «Модный предрассудок» («Préjugé à la mode»), а Вольтеру — комедии «Блудный сын» (L’Enfant prodigue). Вольтер отзывался о ней как о «девице незаурядного ума».
Актриса оставила сцену в 1741 году. Умерла 18 января 1873 года в Париже.